# Juan Ángel Seguro Rodríguez
Juan Ángel Seguro Rodríguez (Ciudad de México, México, 19 de enero de 1984) es un exfutbolista, jugaba principalmente en la demarcación de dentrocampista. Posee la doble nacionalidad española y mexicana.
Nacido en México, se trasladó a Pamplona en Navarra, España cuando era muy joven donde se formó en el CD Pamplona.

## Carrera futbolística
Debutó en Primera División con el CA Osasuna la temporada 2003-2004, en El Sadar contra el Albacete Balompié y jugó una vez más contra el FC Barcelona siendo jugador del CA Osasuna B. Durante sus años en el club de Pamplona coincidió con su compatriota Javier Aguirre, quien había sido entrenador del club desde 2002.
En 2006 se desvincula del club navarro y ficha por el Real Unión de Irún donde juega tres temporadas en Segunda B y una en Segunda.
En 2010/11 juega en A. D. Ceuta pero en para la siguiente temporada regresa al Real Unión donde permanece 2 años más.
El 1 de febrero de 2013 firmó para jugar con SC Victoria Hamburg de Alemania pero mediada la temporada regresó a España para jugar con el Sestao River Club de Segunda División B.

Para la temporada 2014/15 firma por el CD Izarra de Tercera División de España.
En la temporada 2015/16 juega para el Unión Club Deportivo Burladés y en 2016/17 para el Club Deportivo Pamplona, ambos de la Tercera División de España.

## Otros datos
En la Copa del Rey de fútbol 2008-09 eliminó al Real Madrid CF en dieciseisavos de final jugando con el Real Unión.

También en Copa del Rey de fútbol 2010-11 se enfrentó al FC Barcelona jugando con AD Ceuta.

En Copa del Rey de fútbol 2014-15 con el CD Izarra logra el pase a la tercera ronda de Copa del Rey siendo el único equipo de Tercera División en conseguirlo.

## Clubes
| Club                          | País     | Año       |
| ----------------------------- | -------- | --------- |
| CA Osasuna                    | España   | 2003-2006 |
| Real Unión Club               | España   | 2006-2010 |
| Asociación Deportiva Ceuta    | España   | 2010-2011 |
| Real Unión                    | España   | 2011-2013 |
| SC Victoria Hamburg           | Alemania | 2013      |
| Sestao River Club             | España   | 2014      |
| CD Izarra                     | España   | 2014-2015 |
| Unión Club Deportivo Burladés | España   | 2015-2016 |
| Club Deportivo Pamplona       | España   | 2016-2017 |